# Maribo Domsogn
Maribo Domsogn Sogn 

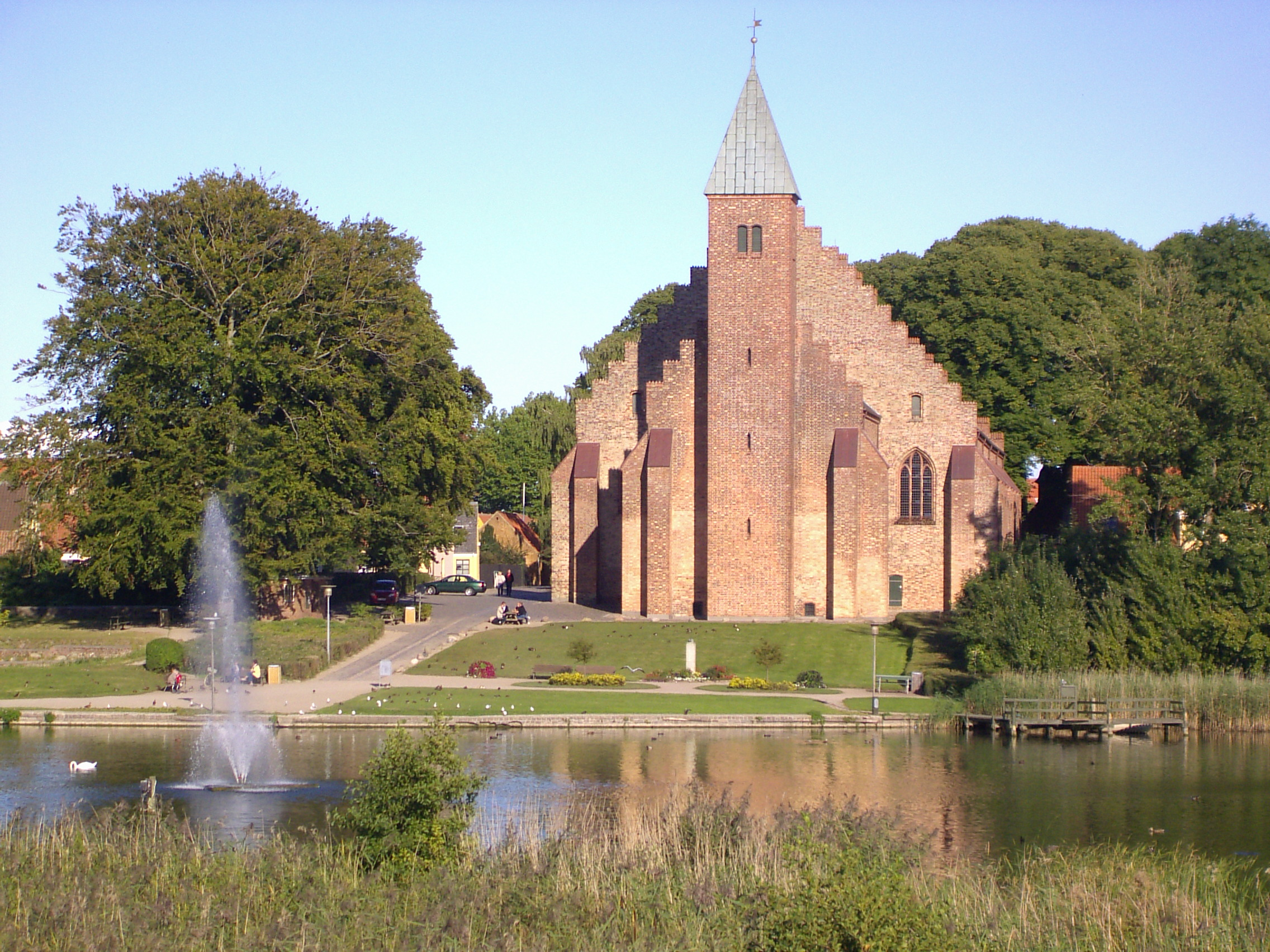
Maribo Domkirke

ist eine Kirchspielsgemeinde (dän.: Sogn) in der Stadt Maribo
auf der Insel Lolland im südlichen Dänemark.
Bis 1970 gehörte sie zur Harde Musse Herred im damaligen Maribo Amt, danach zur Maribo Kommune im Storstrøms Amt, die im Zuge der  Kommunalreform zum 1. Januar 2007 in der Lolland Kommune in der Region Sjælland aufgegangen ist.
Von den 5734 Einwohnern von Maribo leben 4583 im Kirchspiel Maribo Domsogn (Stand: 1. Januar 2023). Im Kirchspiel liegt die Kirche „Maribo Domkirke“.
Nachbargemeinden sind im Süden Bursø Sogn, im Südwesten Hillested Sogn, im Westen Østofte Sogn und im Norden Hunseby Sogn, ferner in der östlich benachbarten Guldborgsund Kommune Engestofte Sogn.